# 62 (число)
Вижте пояснителната страница за други значения на 62.
62 (шестдесет и две) е естествено, цяло число, следващо 61 и предхождащо 63.
Шестдесет и две с арабски цифри се записва „62“, а с римски цифри – „LXII“. Числото 62 е съставено от две цифри от позиционните бройни системи – 6 (шест) и 2 (два).

## Общи сведения
- 62 е четно число.
- 62 е атомният номер на елемента самарий.
- 62-рият ден от годината е 3 март.
- 62 е година от Новата ера.